# Episodi di Mr. Lucky
La prima e unica stagione della serie televisiva Mr. Lucky è andata in onda negli Stati Uniti dal 24 ottobre 1959 al 18 giugno 1960 sulla CBS.
| nº | Titolo originale              | Prima TV USA     |
| -- | ----------------------------- | ---------------- |
| 1  | The Magnificent Bribe         | 24 ottobre 1959  |
| 2  | They Shall Not Pass           | 31 ottobre 1959  |
| 3  | Bugsy                         | 7 novembre 1959  |
| 4  | The Money Game                | 14 novembre 1959 |
| 5  | That Stands for Pool          | 21 novembre 1959 |
| 6  | My Little Gray Home           | 28 novembre 1959 |
| 7  | The Gordon Caper              | 5 dicembre 1959  |
| 8  | Little Miss Wow               | 12 dicembre 1959 |
| 9  | A Business Measure            | 19 dicembre 1959 |
| 10 | Hijacked                      | 26 dicembre 1959 |
| 11 | Aces Back to Back             | 2 gennaio 1960   |
| 12 | Maggie the Witness            | 9 gennaio 1960   |
| 13 | The Two Million Dollar Window | 16 gennaio 1960  |
| 14 | The Leadville Kid Gang        | 23 gennaio 1960  |
| 15 | The Sour Milk Fund            | 30 gennaio 1960  |
| 16 | The Brain Picker              | 6 febbraio 1960  |
| 17 | The Last Laugh                | 13 febbraio 1960 |
| 18 | The Parolee                   | 20 febbraio 1960 |
| 19 | The Tax Man                   | 27 febbraio 1960 |
| 20 | The Gladiators                | 5 marzo 1960     |
| 21 | Big Squeeze                   | 12 marzo 1960    |
| 22 | Cold Deck                     | 19 marzo 1960    |
| 23 | His Maiden Voyage             | 26 marzo 1960    |
| 24 | I Bet Your Life               | 2 aprile 1960    |
| 25 | Hair of the Dog               | 9 aprile 1960    |
| 26 | Vote the Bullet               | 16 aprile 1960   |
| 27 | Hit and Run                   | 23 aprile 1960   |
| 28 | Taking a Chance               | 30 aprile 1960   |
| 29 | Last Journey                  | 14 maggio 1960   |
| 30 | Operation Fortuna             | 21 maggio 1960   |
| 31 | Stacked Deck                  | 28 maggio 1960   |
| 32 | Odyssey of Hate               | 4 giugno 1960    |
| 33 | Dangerous Lady                | 11 giugno 1960   |
| 34 | Election Bet                  | 18 giugno 1960   |

## The Magnificent Bribe
- Prima televisiva: 24 ottobre 1959

### Trama
- Guest star: Francis McDonald (pescatore), Al Ruscio (tenente), Aluísio Ferreira (suonatore di chitarra), Ruben Moreno (conducente), Ziva Rodann (Elena Ryan), Nehemiah Persoff (El Presidente)

## They Shall Not Pass
- Prima televisiva: 31 ottobre 1959

### Trama
- Guest star: Madge Blake (Mrs. Edgar Bentley), Lillian Bronson (Mrs. Shank-Rutherford), Norman Alden (Devil), Abigail Nelson (Little Girl), Pippa Scott (Margaret 'Maggie' Shank-Rutherford), Conrad Nagel ('Chicago' Julius Shank-Rutherford), Ned Wever (Edgar Bentley), Lou Krugman (12th Street - gangster), Shirley Monticue (ragazza beatnik)

## Bugsy
- Prima televisiva: 7 novembre 1959

### Trama
- Guest star: Alex Sharp (Joey Reni), Jack Perkins (Sammy Reni), Angus Duncan (Coast Guard Man), Tony Michaels (Accountant), Edward Platt (Henry Praiswater), Barbara Stuart (Mrs. Bugsy McKenna), Gavin MacLeod (Bugsy McKenna), Clegg Hoyt (Pudge), Wilson Wood (barista), Michael Johnson (guardacoste)

## The Money Game
- Prima televisiva: 14 novembre 1959

### Trama
- Guest star: Barbara Bain (Prudence - Gambling Divorcee), J. Pat O'Malley (aiutante Professor Olander), Troy Melton (Alex - impiegato Fortuna II), Donald Losby (Eddie)

## That Stands for Pool
- Prima televisiva: 21 novembre 1959

### Trama
- Guest star: Jay Adler (J.B.), Paul Lambert (Mark Langdon), Steve Conte (Hoodlum), Tom Monroe (Hoodlum), Pippa Scott (Maggie Shank-Rutherford), Stanley Adams (Nick Popolous), Pat Comiskey (bodyguard)

## My Little Gray Home
- Prima televisiva: 28 novembre 1959

### Trama
- Guest star: Howard Negley (Warden), Lewis Martin (giudice), Robert Nash (ispettore), Stephen Ellsworth (Bank President), King Donovan (Willie Conway), Treva Frazee (infermiera Mary Koskiusko), Peter Mamakos (Rock Canari - teppista), Buddy Lewis (Warren - teppista), Donald Kerr (cuoco)

## The Gordon Caper
- Prima televisiva: 5 dicembre 1959

### Trama
- Guest star: Ted de Corsia (Roy Berg), Betty Garde (Maybelle Towers), Naura Hayden (Joyce), Herb Armstrong (Evan Britton), Pippa Scott (Maggie Shank-Rutherford), Berry Kroeger (Walter Gordon), Dorothy Neumann (lettore)

## Little Miss Wow
- Prima televisiva: 12 dicembre 1959

### Trama
- Guest star: Bruno VeSota (Poet), Robert Williams (Police Sergeant), Kenner G. Kemp (Beatnik Cafe Customer), Barbara English (Bongo Drummer), Yvonne Craig (Beverly Mills), Don Gordon (Turkey Thomas), Sam Buffington (Freddy Furlong), Lewis Charles (Joe Corson), Milton Parsons (cameriere), J. Edward McKinley (Lloyd Mills), Bobby Troup (Drummer at 'The Beat Nick')

## A Business Measure
- Prima televisiva: 19 dicembre 1959

### Trama
- Guest star: William Smith (Harry), Robert Bice (sergente), Robert Nash (Gambling Patron), Bill Hickman (Webb), Philip Ober (Nigel - Jewel Smuggler), Suzanne Lloyd (Sylvana - Nigel's Associate), Tom McKee (scagnozzo di Blake - Nigel), James Parnell (Steve), George Robotham (subacqueo)

## Hijacked
- Prima televisiva: 26 dicembre 1959

### Trama
- Guest star: Lili Kardell (Carol Van Horn), David White (Arthur Van Horn), Carl Saxe (bandito), Len Lesser (bandito), Tom Steele (bandito)

## Aces Back to Back
- Prima televisiva: 2 gennaio 1960

### Trama
- Guest star: Earle Hodgins (Horace Fulbright), Bernard Fein (Spanish Charley), Robert Warwick (Charles Colter), Arthur Kendall (Jack The Knife), Pippa Scott (Maggie Shank-Rutherford), Peter Whitney (Andre Damon)

## Maggie the Witness
- Prima televisiva: 9 gennaio 1960

### Trama
- Guest star: Harry Tyler (Tugboat), Milton Frome (Pennypacker), Jamie Forster (Popeye), Hal K. Dawson (George Low), Pippa Scott (Maggie Shank-Rutherford), Richard Devon (Polly the Actor), Robert Carricart (Willie), Arthur Batanides (Bruce), Buddy Garion (reporter)

## The Two Million Dollar Window
- Prima televisiva: 16 gennaio 1960

### Trama
- Guest star: Darren Dublin (sportellista della banca), Charles Keane (Plainclothesman), Frank Baker (Gambler), Frank Watkins (Bank Guard), Wesley Lau (Slate), Bernard Kates (Benny The Actor), Cyril Delevanti (Gardenia O'Toole), Paul Genge (segretario del capitano), Tony De Mario (scagnozzo), William Fawcett (Fisherman), William Boyett (ufficiale sanitario), Kenner G. Kemp (lavoratore del percorso)

## The Leadville Kid Gang
- Prima televisiva: 23 gennaio 1960

### Trama
- Guest star: Burt Mustin (zio Billy Gregg), Raymond Hatton (Joe Horn), Harlan Warde (dottore Adams), John Cliff (Chris Durfee), Will Wright (Leadville Kid), Frank Ferguson (Hyatt Krausmeyer), Patrick Waltz (agente di polizia)

## The Sour Milk Fund
- Prima televisiva: 30 gennaio 1960

### Trama
- Guest star: Warren Stevens (Charles Van Clede), Maureen Leeds (Victoria Pennington), Bob Hopkins (Fred Archer)

## The Brain Picker
- Prima televisiva: 6 febbraio 1960

### Trama
- Guest star: Paul Genge (capo della polizia), Charles Wagenheim (Charlie), Mark Houston (Tony), Stephen Ellsworth (dottore), Lisa Gaye (Sherry Beaumont), John Carlyle (Ronnie Slater), Herbert Rudley (Arthur Burnett), Scodina Hull (Renee)

## The Last Laugh
- Prima televisiva: 13 febbraio 1960

### Trama
- Guest star: John Daheim (Fowler), Sally Fraser (Jane Musco), Guy Way (Thug), Harvey Parry (Dane), Pippa Scott (Maggie Shank-Rutherford), Brad Dexter (Fred Scorby), Frank Gorshin (Jerry Musco)

## The Parolee
- Prima televisiva: 20 febbraio 1960

### Trama
- Guest star: Bartlett Robinson (Joe Hardiman), Linda Lawson (Angie - Karl's Fiancee), Shepherd Sanders (George Spotts), Ric Roman (Harry Fenneman), Frank Behrens (Ross Wilson), Charles Calvert (Sam Burns), Lucille Curtis (Mrs. Burns), Gayla Graves (Wilson), Jeremy Slate (Karl Lieder)

## The Tax Man
- Prima televisiva: 27 febbraio 1960

### Trama
- Guest star: Simon Scott (George Darwin), Pippa Scott (Maggie Shank-Rutherford), Walter Burke (Tobias Foss), Robert H. Harris (Fenton Lorimer), Bill Baldwin (Orval Whitley)

## The Gladiators
- Prima televisiva: 5 marzo 1960

### Trama
- Guest star: John Dennis (Flipper), Richard Karlan (Joe Kerk), Jimmy Lennon Sr. (annunciatore), Evan MacNeil (Eva), Nita Talbot (Kitten Conner), Kent Taylor (Frankie Bragan), William Smith (Leland Lamont), Hal Baylor (Benny Brenoff), Mushy Callahan (arbitro)

## Big Squeeze
- Prima televisiva: 12 marzo 1960

### Trama
- Guest star: Kathy Marlowe (Myrna), Richard Bakalyan (Spider), Michael Masters (poliziotto), Fred Coby (Police Sergeant), Jack Elam (Phil Bricker), Kevin Hagen (Jojo), Percy Helton (Pop Markel), Frankie Darro (Jockey), Irene Tedrow (Madam Maria), Alean 'Bambi' Hamilton (ragazza)

## Cold Deck
- Prima televisiva: 19 marzo 1960

### Trama
- Guest star: Tina Carver (Ruth Branco), Pamela Duncan (Nancy Ballard), Paul Maxey (Reynolds), Larry J. Blake (Dave Gray), Peter Leeds (Len Porter), Howard Petrie (John Dort), Joe Maross (Jim Branco)

## His Maiden Voyage
- Prima televisiva: 26 marzo 1960

### Trama
- Guest star: Norman Alden (Mitch), Barry Atwater (Vincent), Benny Burt (Jake), Henry Beckman (Huey), Tammy Marihugh (Penny)

## I Bet Your Life
- Prima televisiva: 2 aprile 1960

### Trama
- Guest star: Ross Elliott (Harold Young), R.G. Armstrong (Mike Haley), James Maloney (sovrintendente), Milton Parsons (Vic), Mari Blanchard (Miss Grey), Kathy Marlowe (Myrna)

## Hair of the Dog
- Prima televisiva: 9 aprile 1960

### Trama
- Guest star: Peter Whitney (Rosey Rosenthal), Pippa Scott (Margaret 'Maggie' Shank-Rutherford), Geneviève Aumont (Therese), Gavin MacLeod (Salesman), Joe Bassett (Murdock)

## Vote the Bullet
- Prima televisiva: 16 aprile 1960

### Trama
- Guest star: Dehl Berti (Anthony Vasconi), Stafford Repp (Root), Sol Gorss (Hoodlum), Paul Genge (Police Captain), Charles Aidman (Art Cable), Steve Peck (Vincent Vasconi), Celia Lovsky (Mama Vasconi), Lou Krugman (Garvin), Louis Cavalier (Hoodlum)

## Hit and Run
- Prima televisiva: 23 aprile 1960

### Trama
- Guest star: Tom McKee (Allan Christian), Sarah Selby (June Bullitt), Charles Tannen (E Boyle), Tony De Mario (Maxie Maden), Alan Hewitt (Harvey Boone), Doris Singleton (Iris Boone), Wendell Holmes (David Bullit), Fred Coby (sergente Hopkins)

## Taking a Chance
- Prima televisiva: 30 aprile 1960

### Trama
- Guest star: Joanna Barnes (Laura Lawrence), Stanley Adams (Danny Devlin), Billy Barty (Midget), Jacqueline Fontaine (Janet Forest)

## Last Journey
- Prima televisiva: 14 maggio 1960

### Trama
- Guest star: Clegg Hoyt (Pudge), Olan Soule (Mr. Burton), Dale Van Sickel (Harry), John Daheim (Mike), John Marley (Glenn Markson), Eugene Mazzola (David Parker), Harvey Stephens (Dan Parker), Ann McCrea (Deena), Cece Whitney (Helen), Martin Garralaga (pescatore), Helen Klinkner (Cristal)

## Operation Fortuna
- Prima televisiva: 21 maggio 1960

### Trama
- Guest star: Vicente Padula (Mr. Mendez), Amapola Del Vando (Mrs. Mendez), Buddy Lewis (Radio Repairman), Della Sharman (cassiere), Jack Nicholson (Martin), Buzz Martin (Bud), Anne Helm (Edie), Richard Chamberlain (Alec), Jolene Brand (Clara Iglesias), Helen Kleeb (cameriera)

## Stacked Deck
- Prima televisiva: 28 maggio 1960

### Trama
- Guest star: Grant Williams (Conrad), Yvette Mimieux (Margot), Fay McKenzie (Sheila Wells)

## Odyssey of Hate
- Prima televisiva: 4 giugno 1960

### Trama
- Guest star: Edna Ryan (Mrs. Jean Furst), Ted Knight (dottor Benjamin Furst), Mary Benoit (Mrs. Heresford), Carol Byron (Patricia), Karl Swenson (Frederick St. John), Patricia Donahue (Ursula Heft), Robert Brubaker (Mr. Barber), Eleanor Audley (Mrs. Dubois), Jimmy Ames (Mr. Dewar), Warner Jones (agente)

## Dangerous Lady
- Prima televisiva: 11 giugno 1960

### Trama
- Guest star: Jackie Coogan (Joe Azevedo), Virginia Vincent (Honeybird), Ollie O'Toole (Steve Quinn), Lee Van Cleef (Kruger), Alean 'Bambi' Hamilton (ragazza)

## Election Bet
- Prima televisiva: 18 giugno 1960

### Trama
- Guest star: Leo Gordon (Killer), King Calder (Mr. Toby), Vito Scotti (Jake), Mel Welles (Hoodlum), Joi Lansing (Evelyn), Stan Jones (Ed)